# Državna represija
Državna represija ali politična represija pomeni nasilno uveljavljanje državne oblasti nad prebivalstvom iz političnih razlogov, še zlasti z namenom omejevanja ali preprečevanja možnosti državljanov za sodelovanje v političnem življenju družbe, s čimer se krnita njihova politična moč in družbeni položaj.
Pogosto se kaže z dejanji, kot so kršitve človekovih pravic, zloraba nadzora, policijsko nasilje, aretacije, neprostovoljno naseljevanje, lustracija ter preganjanje in ustrahovanje političnih aktivistov, disidentov ali prebivalstva na splošno z nasilnimi dejanji, kot so umor, usmrtitev po hitrem postopku, mučenje, prisilno izginotje in zunajsodno kaznovanje. Politična represija se lahko uveljavlja tudi posredno prek lastništva medijev in avtocenzure javnosti.
Kadar politično represijo spodbuja in organizira država, gre lahko za državni terorizem, genocid, politicid ali zločin zoper človeštvo. Sistemska in nasilna politična represija je značilnost diktatur, totalitarnih držav in podobnih režimov. Dejanja politične/državne represije lahko izvajajo sile skrivne policije, vojska, paravojaške skupine ali odredi smrti. To lahko vključuje tudi vzpostavljanje situacij, v katerih je končni cilj smrt tarče zatiranja.
Če se politična represija ne izvaja z odobritvijo države, je zanjo še vedno lahko odgovoren del države. Zgled so operacije COINTELRO v Združenih državah med letoma 1956 in 1971, v katere je bil vpleten Zvezni preiskovalni urad (FBI).
V nekaterih državah je lahko represija ali zatiranje uradni izraz v zakonodaji ali imenih državnih organov. V Sovjetski zvezi je bilo zatiranje politične opozicije opredeljeno v 58. členu kazenskega zakonika, na Kubi pa je v času diktature Fulgencia Batiste delovala skrivna policija, ki se je imenovala Urad za zatiranje komunističnih dejavnosti.